# Ministère de la Défense nationale (Chine)
Ne doit pas être confondu avec Ministère de la Défense nationale (république de Chine).

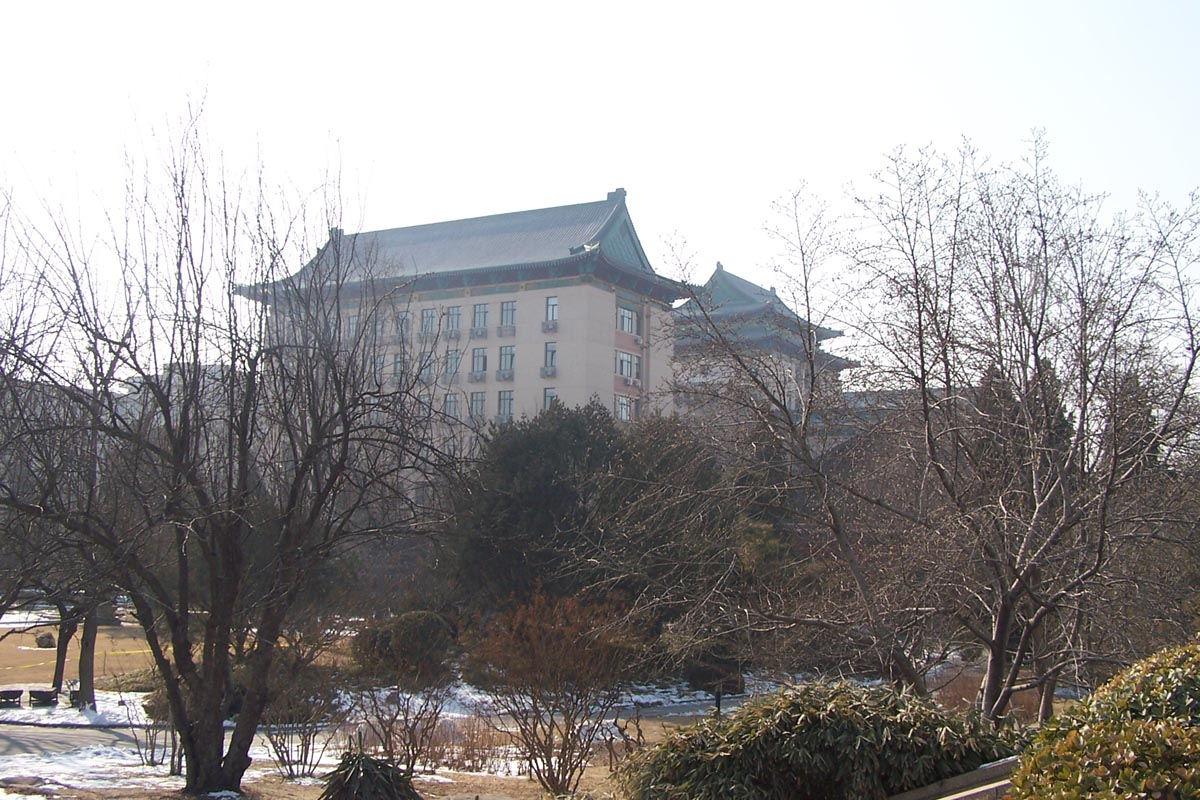
Ministère de la Défense nationale.

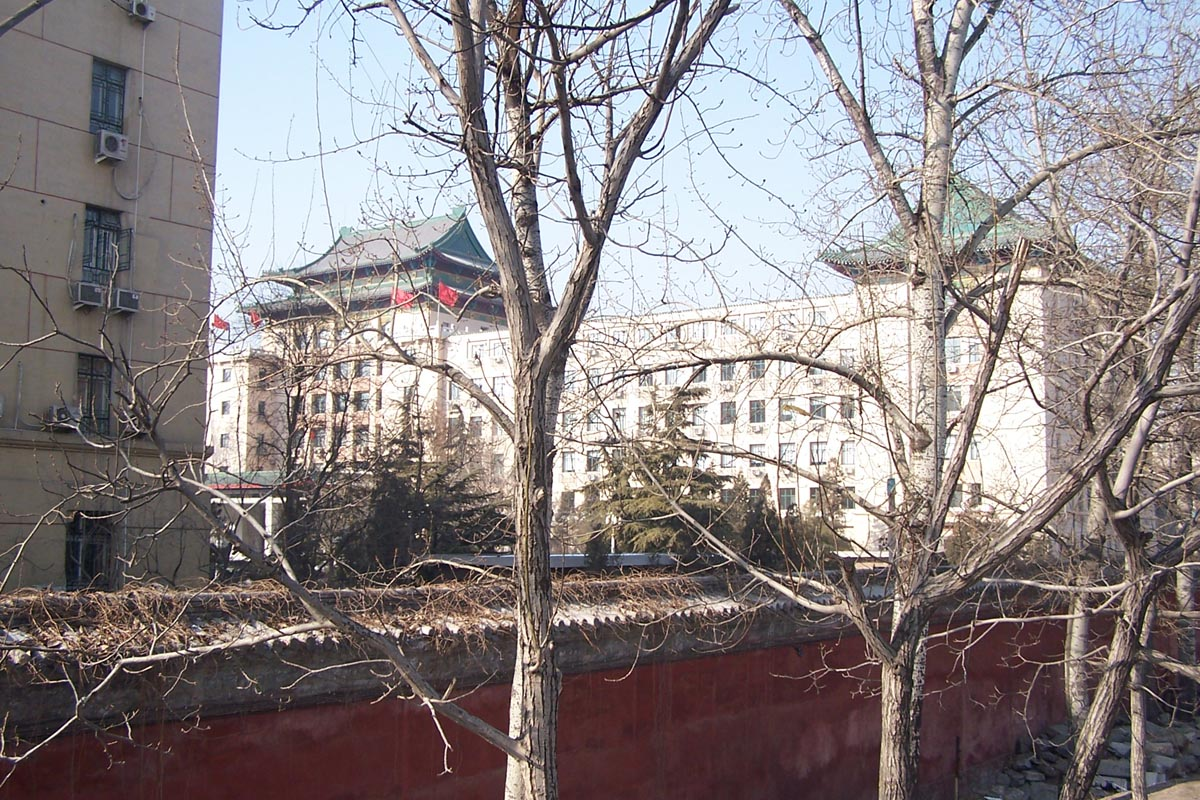
Ministère de la Défense nationale.

Le ministère de la Défense nationale (中国国防部) de la république populaire de Chine est un ministère sous l’autorité du Conseil des affaires de l’État. Il est dirigé par le ministre de la Défense nationale.

## Rôle
En contraste avec les ministères de la Défense des autres nations, le ministère de la Défense nationale n’a aucune autorité sur l’Armée populaire de libération (qui est subordonnée à l’autorité de la Commission militaire centrale (CMC)), et son rôle est principalement celui de bureau de liaison avec les militaires étrangers. Le ministre est toujours un officier militaire et en général un vice-président de la CMC.

## Historique
Le ministre de la Défense Li Shangfu « disparait » en septembre 2023, comme Qin Gang, ministre des Affaires étrangères en juillet 2023. Li Shangfu serait concerné par une enquête pour corruption dans le cadre d'une purge lancée par Xi Jinping,. Le 24 octobre 2023, Li Shangfu est relevé de ses fonctions de conseiller d’État et de ministre de la Défense nationale. Le ministre actuel de la Défense est l'amiral Dong Jun, en fonction depuis le 29 décembre 2023.

## Ministres
- Maréchal Peng Dehuai (1954—1959)
- Maréchal Lin Biao (1959—1971)
- Maréchal Ye Jianying (1975—1978)
- Maréchal Xu Xiangqian (1978—1981)
- Général Geng Biao (1981—1982)
- Général Zhang Aiping (en) (1982—1988)
- Général Qin Jiwei (1988—1993)
- Général Chi Haotian (1993—2003)
- Général Cao Gangchuan (2003—2008)
- Général Liang Guanglie (2008—2013)
- Général Chang Wanquan (2013—2018)
- Général Wei Fenghe (2018—2023)
- Général Li Shangfu (mars 2023—octobre 2023)
- Amiral Dong Jun (2023—)